# 南伊豆町
南伊豆町（みなみいずちょう）は、静岡県東部の伊豆半島の最南端にある町。賀茂郡に属しており、伊豆東海岸都市圏に属する町である。

## 地理
青野川の流域の下賀茂温泉地区と弓ヶ浜温泉地区に市街を形成する。どちらも小規模ではあるが、温泉街を形成している。
この青野川の下流には小規模ではあるがマングローブ植物であるメヒルギが移植されており、定着の北限とされている（メヒルギ#日本における生育地を参照）。海岸地形は複雑で小規模なリアス式海岸になっている。伊豆半島最南端の岬でもある石廊崎などの景勝地を有する。
- 山：三倉山 (214m) 、平氏ヶ岳 (270m) 、三坂富士 (280m) 、松野山 (445m) 、鈴野山 (486m) 、暗沢山 (520m) 、馬夫石 (545m)
- 河川：青野川（全長17.2km）

### 気候
| 石廊崎特別地域気象観測所（南伊豆町石廊崎石室山、標高52m）の気候 | 石廊崎特別地域気象観測所（南伊豆町石廊崎石室山、標高52m）の気候 | 石廊崎特別地域気象観測所（南伊豆町石廊崎石室山、標高52m）の気候 | 石廊崎特別地域気象観測所（南伊豆町石廊崎石室山、標高52m）の気候 | 石廊崎特別地域気象観測所（南伊豆町石廊崎石室山、標高52m）の気候 | 石廊崎特別地域気象観測所（南伊豆町石廊崎石室山、標高52m）の気候 | 石廊崎特別地域気象観測所（南伊豆町石廊崎石室山、標高52m）の気候 | 石廊崎特別地域気象観測所（南伊豆町石廊崎石室山、標高52m）の気候 | 石廊崎特別地域気象観測所（南伊豆町石廊崎石室山、標高52m）の気候 | 石廊崎特別地域気象観測所（南伊豆町石廊崎石室山、標高52m）の気候 | 石廊崎特別地域気象観測所（南伊豆町石廊崎石室山、標高52m）の気候 | 石廊崎特別地域気象観測所（南伊豆町石廊崎石室山、標高52m）の気候 | 石廊崎特別地域気象観測所（南伊豆町石廊崎石室山、標高52m）の気候 | 石廊崎特別地域気象観測所（南伊豆町石廊崎石室山、標高52m）の気候 |
| 月                                                              | 1月                                                             | 2月                                                             | 3月                                                             | 4月                                                             | 5月                                                             | 6月                                                             | 7月                                                             | 8月                                                             | 9月                                                             | 10月                                                            | 11月                                                            | 12月                                                            | 年                                                              |
| --------------------------------------------------------------- | --------------------------------------------------------------- | --------------------------------------------------------------- | --------------------------------------------------------------- | --------------------------------------------------------------- | --------------------------------------------------------------- | --------------------------------------------------------------- | --------------------------------------------------------------- | --------------------------------------------------------------- | --------------------------------------------------------------- | --------------------------------------------------------------- | --------------------------------------------------------------- | --------------------------------------------------------------- | --------------------------------------------------------------- |
| 最高気温記録 °C （°F）                                          | 19.2 (66.6)                                                     | 20.2 (68.4)                                                     | 21.5 (70.7)                                                     | 24.3 (75.7)                                                     | 26.4 (79.5)                                                     | 30.8 (87.4)                                                     | 33.9 (93)                                                       | 33.8 (92.8)                                                     | 31.6 (88.9)                                                     | 29.6 (85.3)                                                     | 25.9 (78.6)                                                     | 22.2 (72)                                                       | 33.9 (93)                                                       |
| 平均最高気温 °C （°F）                                          | 11.0 (51.8)                                                     | 11.5 (52.7)                                                     | 14.0 (57.2)                                                     | 17.9 (64.2)                                                     | 21.2 (70.2)                                                     | 23.6 (74.5)                                                     | 27.0 (80.6)                                                     | 28.8 (83.8)                                                     | 26.3 (79.3)                                                     | 22.1 (71.8)                                                     | 17.9 (64.2)                                                     | 13.4 (56.1)                                                     | 19.6 (67.3)                                                     |
| 日平均気温 °C （°F）                                            | 8.2 (46.8)                                                      | 8.5 (47.3)                                                      | 11.0 (51.8)                                                     | 14.9 (58.8)                                                     | 18.4 (65.1)                                                     | 21.1 (70)                                                       | 24.5 (76.1)                                                     | 26.2 (79.2)                                                     | 23.9 (75)                                                       | 19.7 (67.5)                                                     | 15.4 (59.7)                                                     | 10.8 (51.4)                                                     | 16.9 (62.4)                                                     |
| 平均最低気温 °C （°F）                                          | 5.7 (42.3)                                                      | 5.7 (42.3)                                                      | 8.1 (46.6)                                                      | 12.1 (53.8)                                                     | 16.0 (60.8)                                                     | 19.1 (66.4)                                                     | 22.7 (72.9)                                                     | 24.3 (75.7)                                                     | 21.8 (71.2)                                                     | 17.5 (63.5)                                                     | 13.0 (55.4)                                                     | 8.3 (46.9)                                                      | 14.5 (58.1)                                                     |
| 最低気温記録 °C （°F）                                          | −2.1 (28.2)                                                     | −2.7 (27.1)                                                     | −0.8 (30.6)                                                     | 3.4 (38.1)                                                      | 8.4 (47.1)                                                      | 13.2 (55.8)                                                     | 14.8 (58.6)                                                     | 17.4 (63.3)                                                     | 13.2 (55.8)                                                     | 9.3 (48.7)                                                      | 3.8 (38.8)                                                      | −0.7 (30.7)                                                     | −2.7 (27.1)                                                     |
| 降水量 mm （inch）                                              | 67.7 (2.665)                                                    | 92.4 (3.638)                                                    | 147.5 (5.807)                                                   | 152.2 (5.992)                                                   | 176.9 (6.965)                                                   | 236.8 (9.323)                                                   | 203.3 (8.004)                                                   | 124.9 (4.917)                                                   | 186.4 (7.339)                                                   | 193.8 (7.63)                                                    | 126.6 (4.984)                                                   | 72.7 (2.862)                                                    | 1,758.2 (69.22)                                                 |
| 平均降水日数 （≥0.5 mm）                                        | 6.7                                                             | 7.7                                                             | 11.3                                                            | 10.7                                                            | 11.5                                                            | 13.3                                                            | 11.3                                                            | 7.6                                                             | 11.7                                                            | 11.2                                                            | 9.3                                                             | 7.4                                                             | 119.7                                                           |
| % 湿度                                                          | 60                                                              | 61                                                              | 66                                                              | 72                                                              | 78                                                              | 85                                                              | 88                                                              | 85                                                              | 80                                                              | 72                                                              | 67                                                              | 62                                                              | 73                                                              |
| 平均月間日照時間                                                | 181.8                                                           | 173.3                                                           | 183.5                                                           | 192.3                                                           | 198.4                                                           | 141.4                                                           | 169.6                                                           | 228.4                                                           | 179.3                                                           | 163.9                                                           | 161.8                                                           | 181.7                                                           | 2,152.7                                                         |
| 出典：気象庁 (平均値：1991年-2020年、極値：1939年-現在)         |                                                                 |                                                                 |                                                                 |                                                                 |                                                                 |                                                                 |                                                                 |                                                                 |                                                                 |                                                                 |                                                                 |                                                                 |                                                                 |

## 歴史
- 江戸時代末期 - 現在の町域内に25村が存在。旧高旧領取調帳の記載によると主に旗本領（一部幕府領・掛川藩領）で構成された。
- 1889年（明治22年）4月1日 - 町村制の施行により、25村が南中村、南上村、三坂村、三浜村、竹麻村、南崎村の6村となる。
- 1913年（大正2年）3月25日、奥山鉱山で鉱毒問題深刻化し、村民有志大会、5月4日、同鉱山鉱夫100余人が事務所襲撃、下田署員出動。
- 1916年（大正5年）4月、奥山鉱山、三浜村への精錬所建設発表、5月以降、村民反対運動、8月、計画中止。
- 1917年（大正6年）3月、青野鉱山鉱毒被害が青野川流域に拡大。流域諸村に反対運動起こる。
- 1918年（大正7年）7月2日、青野鉱山鉱毒問題で、鉱毒調査委員と所長の交渉決裂。
- 1920年（大正9年）7月29日、南上村長ら、鉱毒問題につき県に陳情。
- 1923年（大正12年）6月16日、海軍湊病院発足、11月20日、庁舎及外来診療棟竣工、開院。
- 1925年（大正14年）3月25日、海軍湊病院、第1病棟竣工。
- 1929年（昭和4年）3月29日、南崎村5家族26人のブラジル移民出発。
- 1945年（昭和20年）12月1日、海軍湊病院、厚生省に移管され、国立湊病院と改称。
- 1947年（昭和22年）4月1日、国立湊病院、結核対策の一環として国立療養所湊病院となる。
- 1955年（昭和30年）7月31日 - 上記の6村を廃し、その区域をもって南伊豆町を設置[4]。
- 1974年（昭和49年）5月9日、伊豆半島沖地震。中木地区の山崩れにより27人が死亡。
- 1976年（昭和51年）10月9日 - 集中豪雨により青野川が氾濫。床上浸水249戸、床下浸水64戸[5]。

## 人口
| |                                          |  |
| 南伊豆町と全国の年齢別人口分布（2005年） | 南伊豆町の年齢・男女別人口分布（2005年） |  |
| ■紫色 ― 南伊豆町 ■緑色 ― 日本全国 | ■青色 ― 男性 ■赤色 ― 女性                |  |
| 南伊豆町（に相当する地域）の人口の推移 \| 1970年（昭和45年） \| 12,219人 \| \| \| 1975年（昭和50年） \| 12,017人 \| \| \| 1980年（昭和55年） \| 11,722人 \| \| \| 1985年（昭和60年） \| 11,573人 \| \| \| 1990年（平成2年） \| 11,200人 \| \| \| 1995年（平成7年） \| 10,725人 \| \| \| 2000年（平成12年） \| 10,304人 \| \| \| 2005年（平成17年） \| 10,003人 \| \| \| 2010年（平成22年） \| 9,516人 \| \| \| 2015年（平成27年） \| 8,524人 \| \| \| 2020年（令和2年） \| 7,877人 \| \| |                                          |  |
| 総務省統計局 国勢調査より |                                          |  |
| 1970年（昭和45年） | 12,219人                                 |  |
| 1975年（昭和50年） | 12,017人                                 |  |
| 1980年（昭和55年） | 11,722人                                 |  |
| 1985年（昭和60年） | 11,573人                                 |  |
| 1990年（平成2年） | 11,200人                                 |  |
| 1995年（平成7年） | 10,725人                                 |  |
| 2000年（平成12年） | 10,304人                                 |  |
| 2005年（平成17年） | 10,003人                                 |  |
| 2010年（平成22年） | 9,516人                                  |  |
| 2015年（平成27年） | 8,524人                                  |  |
| 2020年（令和2年） | 7,877人                                  |  |

## 行政

### 町長
- 町長 - 岡部克仁（2017年5月15日就任、2期目）

### 地区
- 南上（みなみかみ）地区 - 旧南上村
  - 蛇石（じゃいし） - 旧蛇石村
  - 市ノ瀬（いちのせ） - 旧市ノ瀬村
  - 青野（あおの） - 旧青野村
  - 下小野（しもおの） - 旧下小野村
  - 上小野（かみおの） - 旧上小野村
  - 毛倉野（けぐらの） - 旧毛倉野村
  - 岩殿（いわどの） - 旧岩殿村
- 南中（みなみなか）地区 - 旧南中村
  - 一條（いちじょう） - 旧一條村
  - 上賀茂（かみがも） - 旧上賀茂村
  - 石井（いしい） - 旧石井村
  - 下賀茂（しもがも） - 旧下賀茂村
  - 加納（かのう） - 加納村
  - 二條（にじょう） - 旧二條村
- 竹麻（ちくま）地区 - 旧竹麻村
  - 青市（あおいち） - 旧青市村
  - 湊（みなと） - 旧湊村
  - 手石（ていし） - 旧手石村
- 三浜（みはま）地区 - 旧三浜村
  - 伊浜（いはま） - 旧伊浜村・旧天神原新田
  - 子浦（こうら） - 旧子浦村
  - 妻良（めら） - 旧妻良村
- 三坂（みさか）地区 - 旧三坂村
  - 一色（いしき） - 旧一色村
  - 蝶ヶ野（ちょうがの） - 旧蝶ヶ野村
  - 入間（いるま） - 旧入間村
  - 中木（なかぎ）
- 南崎（みなみざき）地区 - 旧南崎村
  - 下流（したる） - 旧下流村
  - 大瀬（おおせ） - 旧大瀬村
  - 石廊崎（いろうざき） - 旧長津呂（ながつろ）村

### 姉妹都市
- 長野県塩尻市 - 1978年（昭和53年）7月20日、姉妹都市締結

## 産業
- 第一次産業 : 計15.10%
  - 農業 : 11.54%
  - 林業 : 0.29%
  - 漁業 : 3.27%

- 第二次産業 : 計14.10%
  - 鉱業 : 0.02%
  - 建設業 : 10.91%
  - 製造業 : 3.17%

- 第三次産業 : 計70.78%
  - 電気・ガス・水道業 : 0.33%
  - 運輸・通信業 : 2.94%
  - 卸・小売業、飲食業 : 15.84%
  - 金融・保険業 : 1.00%
  - 不動産業 : 0.56%
  - サービス業 : 47.40%
  - 公務 : 2.71%

※データは平成23年版『南伊豆町町勢要覧 資料編』より

## 学校

### 高等学校
- 静岡県立下田高等学校南伊豆分校

### 中学校
- 南伊豆町立南伊豆中学校
- 南伊豆町立南伊豆東中学校

### 小学校
- 南伊豆町立南伊豆東小学校
- 南伊豆町立南上小学校
- 南伊豆町立南中小学校

閉校
- 南伊豆町立三浜小学校　（2013年度いっぱいで閉校、南中小学校に吸収）
- 杉並区立南伊豆健康学園　（2011年度いっぱいで閉校）
- 南伊豆町立竹麻小学校　（2008年度いっぱいで南崎小学校と合併、南伊豆東小学校に）
- 南伊豆町立南崎小学校　（2008年度いっぱいで竹麻小学校と合併、南伊豆東小学校に）

## 交通
町内に鉄道路線は通っていない。最寄り駅は、伊豆急行伊豆急行線伊豆急下田駅。

### 道路
一般国道
- 国道136号

県道
- 静岡県道16号下田石廊松崎線
- 静岡県道119号下田南伊豆線
- 静岡県道120号手石湊線
- 静岡県道121号南伊豆松崎線

### 路線バス
- 東海バス
- 南伊豆町自主運行バス

### 港湾
- 手石港
- 大瀬港
- 本瀬港
- 石廊崎漁港
- 中木港
- 入間港
- 子浦港・妻良港
- 伊浜港

## 名所・旧跡・観光スポット

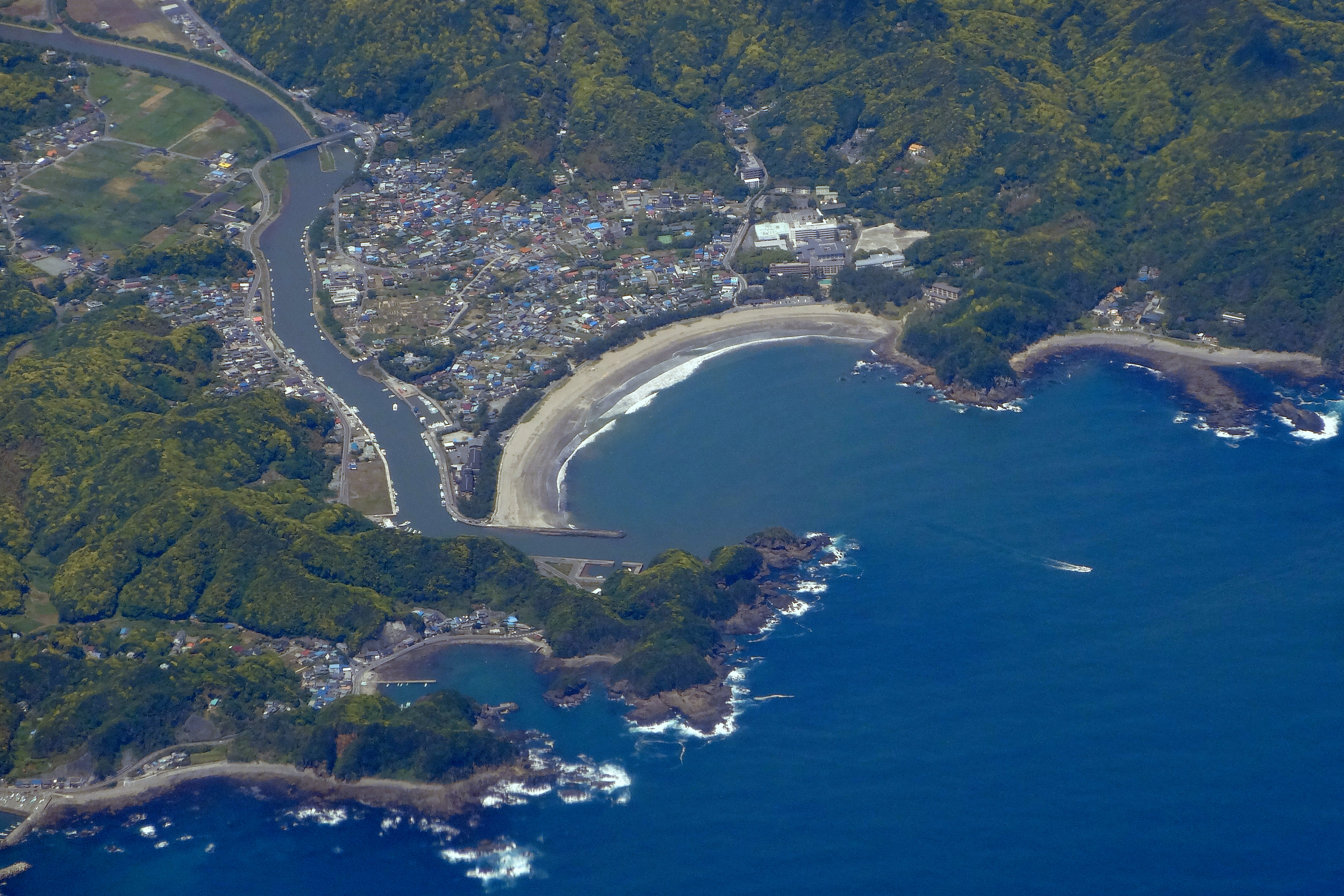
弓ヶ浜

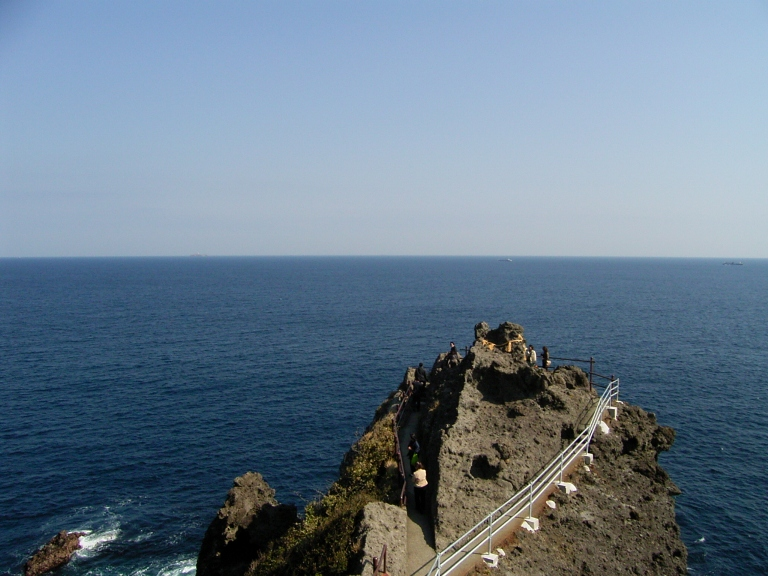
石廊崎

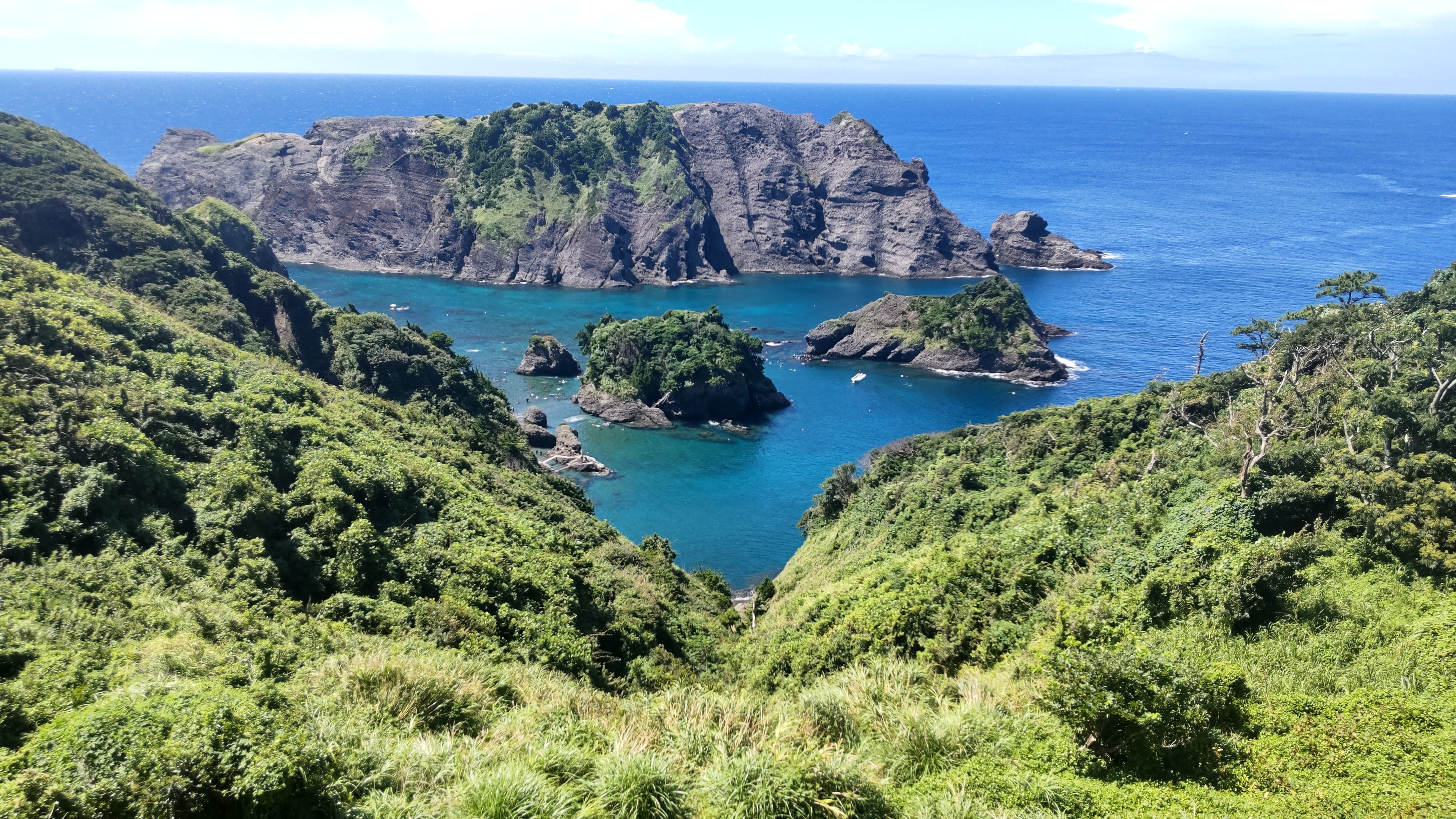
ヒリゾ浜と大根島

### 温泉
- 下賀茂温泉 - 青野川沿いの田園地帯にあるのどかな温泉地。温泉熱を利用した植物園があり、ハウスメロン栽培なども行われている。
- 弓ヶ浜温泉 - 弓ヶ浜の周辺にある。

#### 日帰り温泉
- 下賀茂温泉 銀の湯会館
- 弓ヶ浜温泉 みなと湯
- 休暇村 南伊豆（夏季除く）

### 神社
- 三島神社 (下小野) - 下小野地区の式内社・旧郷社。
- 八幡神社 - 子浦地区の式内社・旧村社。
- 三島神社 (妻良) - 妻良地区の式内社・旧村社。
- 白鳥神社 - 県指定天然記念物のビャクシン（イブキ）。
- 姫宮神社 - 一色地区の式内社・旧村社。
- 三島神社 (二條) - 二條地区（加納地区北部の飛び地）の式内社・旧村社。県指定天然記念物のクスノキ（夫婦楠）。
- 加畑賀茂神社 - 下賀茂地区の式内社・旧郷社。樹齢1200年のビャクシン（イブキ）。
- 月間神社 - 手石地区の式内社・旧郷社。
- 若宮神社 (湊) - 湊地区の式内社。
- 王子神社 - 大瀬地区の式内社・旧村社。
- 石室神社 - 石廊崎にある式内社。
- 三島神社 (青野) - 青野地区の式内社。
- 三島神社 (入間) - 入間地区の式内社。

### 青野川周辺
- 下賀茂熱帯植物園
- 青野川ふるさと公園

### 海水浴場
- 弓ヶ浜海水浴場 - 青野川の河口の東に広がる砂浜で、伊豆を代表する海水浴場[6]。弓ヶ浜海岸は弓なりの白い砂浜が1.2 kmにわたって続く海岸で[7]、伊豆三大海水浴場として、河津町の今井浜[8]、下田市の白浜海岸[9]とともに「伊豆三大海水浴場」と呼ばれている[7]。日本の渚百選[10]、快水浴場百選[10][11]、日本の白砂青松100選に選定されている[12]。環境省による全国の水浴場水質調査の結果、最高ランクの「AA」と判定された海水浴場の中でも「極めて水質の良好な水浴場」に選出されたこともある[13]。2014年より、日本で初めてスプラッシュウォーターパークを導入している[14][15]。近くの青野川の河口にマングローブ（メヒルギ）が植樹されており定着の北限とされる。また近隣には弓ヶ浜温泉がある。
- ヒリゾ浜 - 石廊崎から西方約2 kmに位置する海岸で、陸路はないが、夏季に中木港から渡船が運航される[16]。海水透明度の高さが有名で[17]、多様な魚が観察できることから、シュノーケリング・スクーバダイビングの名所として知られる[16]。2024年（令和6年）時点では、南伊豆町議会の出版物で「町内一の人気スポット」として紹介されている[18]。
- 妻良海水浴場 - 海上アスレチックが設置される岩場の海水浴場。
- 谷川浜 - 前述のヒリゾ浜と同じく陸路がなく、夏季に妻良港から渡船が運航される[19]。ヒリゾ浜とともに、町内の「2大秘境」と評される[6]。
- 子浦海水浴場 - 漁村地帯で入り江にある、波の穏やかな海水浴場。子浦海水浴場は妻良港に面し[20]、五十鈴川の河口にある海岸で「五十鈴浜」と呼ばれる[21]。このことから、海水浴場も「五十鈴浜海水浴場」と呼称される場合がある[22][23]。弓ヶ浜と同様、環境省により「極めて水質の良好な水浴場」に選出されたこともある[13]。

### 海岸
- タライ岬遊歩道 - 弓ヶ浜からタライ岬を経て下田市に至る遊歩道。
- 大瀬 - 蓑掛岩（みのかけいわ）と呼ばれる巨大な岩が海岸に聳えており、独特の景観を与えている。
- 石廊崎 - 伊豆半島最南端の岬で、先端に石廊埼灯台、その先に石室神社がある。
  - 石廊崎の西方に広がる海岸線は「奥石廊崎」（奥石廊）と呼ばれ、ヒリゾ浜のほか愛逢岬（あいあい岬）・奥石廊ユウスゲ公園といった観光地がある。
- 大根島 - 奥石廊崎にある無人島で[24]、ヒリゾ浜の対岸に浮かぶ島[25]。
- 伊浜 - マーガレットの生産量が全国の70%を占める。
  - 落居 - 沖合い600メートルに宇留井（うるい）島という無人島を擁する。
- 波勝崎 - 南伊豆町の西にある、野生の猿が生息する岬。
  - 波勝崎モンキーベイ

### スキューバダイビング
- 弓ヶ浜マリンセンター
- 海遊社
- 神子元ハンマーズ
- 神子元マリンサービス
- 中木マリンセンター

### キャンプ場
- キャンプ山の家
- 南伊豆高原オートキャンプ場 古里
- 南伊豆夕日ヶ丘キャンプ場
  - 夕日ヶ丘オートキャンプ場
- 入間キャンプ村
- 石廊崎オートキャンプ場

### その他
- 伊豆下田カントリークラブ

## 祭事・催事
- みなみの桜と菜の花まつり：下賀茂温泉付近の青野川流域に咲く河津桜と菜の花の祭りが2月上旬～3月上旬にかけて開かれる。
- 中木サザエ狩り：中木地区に宿泊した人を対象としたサザエ狩りが毎年GW期間中の1日のみ行われる。
- 長者ケ原つつじまつり：天神原地区に4月下旬～5月上旬にかけてきれいなつつじが咲く。
- 海開き：7月中旬、弓ヶ浜海水浴場と子浦海水浴場の海開きが行われる。
- 南伊豆町太鼓まつり：小稲地区を除いた地区で、毎年11月1・2日に太鼓祭りが行われる。
- 小稲の虎舞：小稲地区において毎年9月中秋の名月の日に行われる祭典。

## 著名な出身者
- 式守伊之助 (初代) - 大相撲の立行司。
- 外岡茂十郎 - 法学博士。早稲田大学名誉教授。明治前期の家族法に関する研究により日本学士院賞を受賞。同大学野球部部長もつとめるなど、大学野球への貢献が認められ野球殿堂入り。
- 山田幸美 - アナウンサー。テレビユー福島、広島ホームテレビを経て、フリー。

## ゆかりのある人物
- 石垣りん - 詩人。父が子浦の出身[26]で、自身も生前たびたび南伊豆を訪れていた[26]。死後、父母の眠る子浦の西林寺に葬られる[26]。2009年、南伊豆町立図書館内に「石垣りん文学記念室」が開設[26]。これに先立ち創設された「石垣りん文学記念基金」に全国から寄せられた多額の募金をもとに開設され、その後の運営費用も、この基金から賄われている[26]。
- 荒川仁人 - 元プロボクサー。祖父が南伊豆町在住[27]で、中学生の時に家族で転居[27]。下田南高校（当時）南伊豆分校在学中は野球部に所属し、ポジションは投手、主将もつとめた[28]。2012年（平成24年）10月、南伊豆町よりスポーツ栄誉賞を受賞[29]。
- 古賀稔彦 - 1992年バルセロナオリンピック柔道男子71kg級金メダリスト。大学の先輩の実家が下流で民宿を営んでおり、夏になるたびに通い続けているうちに南伊豆を気に入り、2017年に移住[30][31]。

## 伝説

### 蛇くだり
大昔、子浦港が池だった頃、池の主の大蛇が毎日妻良と子浦の山々の峰と池の淵を回ってこの池を治めていた。ある日いつものように巡回をし子浦の日和山まで来た時、突然、ゴオッーと地響きが轟いたかと思うと、見る見るうちに池の一辺が崩れおち、大蛇は妻良山へ行くことが出来なくなった。仕方なく崩れ落ちたばかりの断崖絶壁を駆け下り妻良山へ登っていった。今も黄褐色の岩肌に大蛇の姿が黒く刻まれており人々はここを蛇下りと呼んでいる。また、ここが崩れたので駿河湾とつながり子浦港ができたという。

### 妻良・子浦の地名由来
昔々、大国主命が御子事代主命（みこことしろぬしのみこと）ほかの神々を引き具して伊豆七島へ渡る途次、子浦港へ寄航した。碇を下ろし、后と御子が泊まる地を決めようと周囲を眺め、やがて后の大津往命を今の妻良の地に、事代主命の御子伊波久良別命を子浦の地に上陸させた。これから妻良、子浦の地名が生まれた。

## 南伊豆町を舞台にした作品

### 文学・記録・漫画
- 福永武彦『海市』
- 西村京太郎『伊豆の海に消えた女』、『伊豆下賀茂で死んだ女』
- 山口香『伊豆・石廊崎殺人岬』
- 石ノ森章太郎『ブルーゾーン』
- 鳴神響一『風巻 伊豆春嵐譜』